# ランズダウン・ロード
ランズダウン・ロード（英: Lansdowne Road, アイルランド語: Bóthar Lansdún）は、アイルランド・ラグビー協会が所有していたスポーツ・スタジアムである。基本的にはラグビーの試合に使用されるが、サッカーの国際試合やカップ戦の決勝戦、およびコンサートなどにも使用されていた。1872年のオープンで、2007年に閉鎖。

## 位置

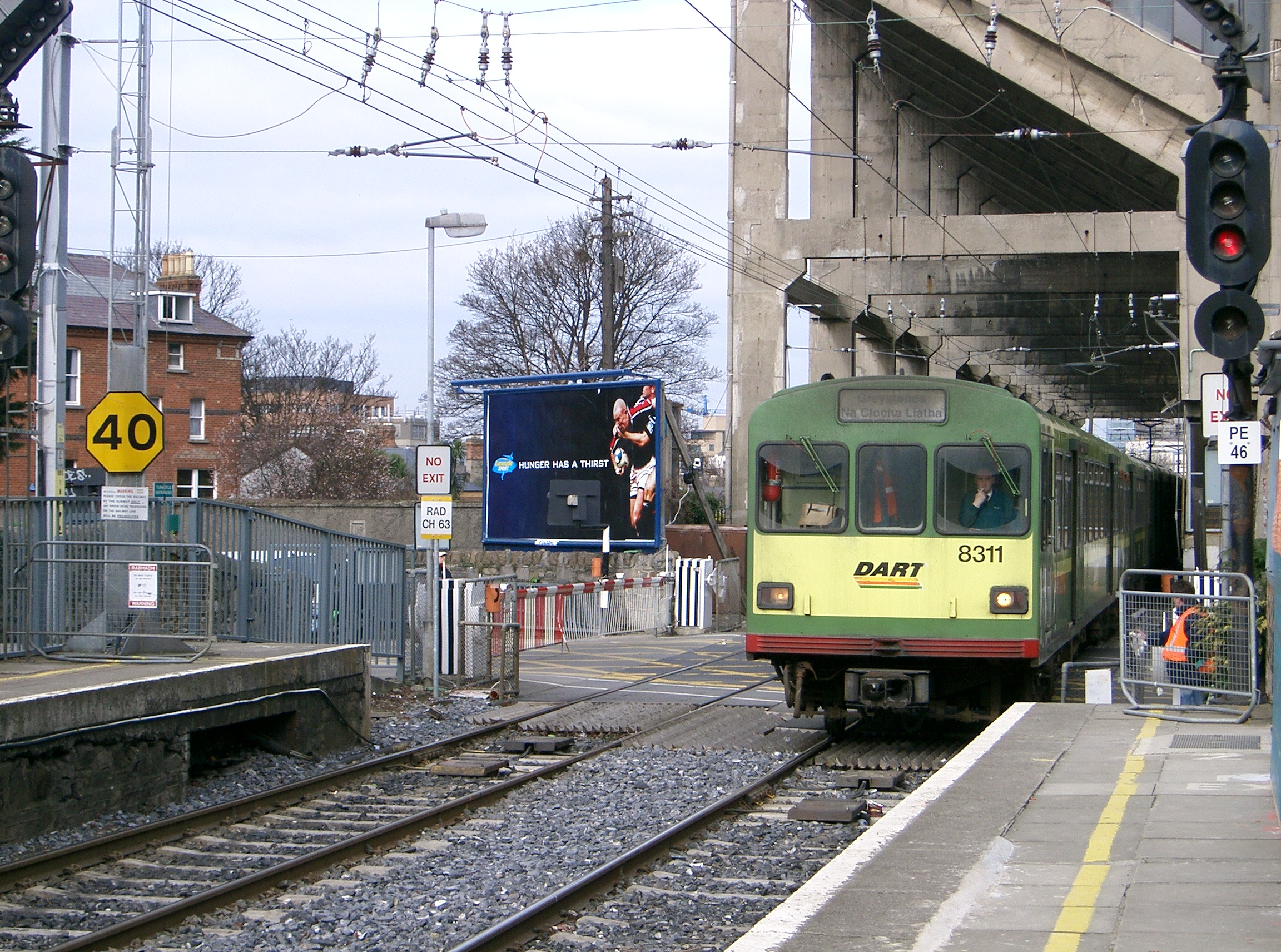
スタジアムの真下を通ってランズダウン・ロード駅に到着する電車

ダブリン市の中央を流れるリフィー川の南、約3キロの場所にあった。ダブリン4区のボールスブリッジ地区は閑静な住宅街で、スタジアムの周りには赤いレンガ造りのビクトリア朝時代の住居が立ち並ぶ。交通の便もよく、スタジアムの横にスタジアムと同じ名前の鉄道の駅がある。スタジアムの西側スタンドの真下をこの鉄道の線路が通る造りになっている。スタジアムの名前は目の前の道路の名前にちなむものであるが、この道路の名前は英国の貴族であるランズダウン侯に由来する。ランズダウンは英国のサマセット州にある地域の名前である。

## 使用状況
ラグビーのアイルランド代表のホームグラウンドとして使用されてきた。また、サッカーのアイルランド代表チームも1971年から頻繁にこのスタジアムを使用しはじめ、1993年3月以降は改修前まですべてのホームゲームがここで行われた。90年以降はアイルランドサッカー協会杯の決勝も開催されることがあった。また、レンスター・ラグビーチームもホームグラウンドであるドニブルック・グラウンドに観客が入りきらないと思われる場合には、ランズダウン・ロードを使用していた。1999年と2003年にはハイネケンカップの決勝がここで開催された。
改修前の収容人数は49250人であるが、これは北側と南側（ゴール裏）の立見席を使用した場合の人数である。FIFAとUEFAは公式な国際試合において立見席の使用を禁止しているため、こうした試合では収容人数は36900人であった。ただし、親善試合では立見席が使用された。
コンサート会場としても使用されることがあり、 ニール・ダイアモンド、U2、R.E.M.、イーグルス、オアシス、レッド・ホット・チリ・ペッパーズ、ザ・コアーズなどがここで演奏している。

## 改修
ランズダウン・ロードは、2010年に50000人収容（すべて椅子席）のラグビーおよびサッカー場として再オープンした。建設費は約3億6500万ユーロ（約550億円）であり、そのうち1億9000万ユーロをアイルランド政府が負担し、残りをアイルランドラグビー協会とアイルランドサッカー協会が負担する。設計・施工はHOK SVE社、Buro Happold社およびME Engineers社である。
改修前に行われた最後のラグビー国際試合は、2006年11月26日の対パシフィック・アイランダーズ戦で、アイルランドが61対17で勝利を収めた。最後のサッカー国際試合は2006年11月15日に開催され、アイルランド共和国が5対0でサンマリノを下した。最後のサッカーの試合は2006年12月3日のアイルランドサッカー協会杯の決勝で、デリーシティーFCがセントパトリックアスレティックスを下した。改修前の最後の試合は、ラグビーのケルティックリーグのレンスター対アルスター戦で、こうしたリーグマッチとしては異例の48000人の観客を集めた（試合は20対12でレンスターの勝利）。
ランズダウン・ロードの改修中は、サッカーとラグビーの国際試合は同じくダブリン市内のクローク・パーク（82500人収容）で開催される。クローク・パークを所有するゲーリック体育協会（GAA）は、最近まで協会所有のスタジアムを「外国のスポーツ」（ラグビーやサッカーなどアイルランド伝統のスポーツではないもの）に使用させることを禁じていた。2006年、GAAはこの規制を緩和することを決議し、2007年にはラグビーのシックス・ネイションズの試合が2試合、サッカーの2008年ヨーロッパ選手権予選の3試合がクローク・パークで開催された。